# ملیسا ریور
ملیسا واربرگ روزنبرگ (انگلیسی: Melissa Warburg Rosenberg؛ با نام خانوادگی پیشین اندیکات (انگلیسی: Endicott)؛ زادهٔ ۲۰ ژانویهٔ ۱۹۶۸) ، معروف به ملیسا ریور (انگلیسی: Melissa Rivers)، بازیگر و مجری تلویزیون آمریکایی است. او تنها فرزند کمدین جون ریورز و ادگار روزنبرگ است.
ریورز در نیویورک متولد شد. او بیشتر دوران کودکی خود را در لس آنجلس، کالیفرنیا گذراند و در مدرسه جان توماس دای، مدرسه مارلبرو و مدرسه باکلی تحصیل کرد. او در سن ۱۲ سالگی با گذراندن دوره‌های خصوصی فعالیت خود را جدی‌تر کرد. ریورز در دانشگاه پنسیلوانیا تحصیل و در سال ۱۹۸۹ با لیسانس هنر فارغ‌التحصیل شد. در سال دوم کالج، پدرش ادگار خودکشی کرد. در سال ۱۹۹۰ او نام خانوادگی مادرش را انتخاب کرد و پس از آن به ملیسا معروف شد.